# گلک‌انداز
گلک‌انداز جماعت و شهرکی در غرب تاجیکستان است که در ناحیهٔ جبار رسولف ولایت سغد قرار دارد. جمعیت این جماعت ۳۱٬۶۰۴ نفر است.